# 涼宮ハルヒの追想
『涼宮ハルヒの追想』（すずみやハルヒのついそう 英題:The Reminiscences of Haruhi Suzumiya）は、2011年5月12日に発売されたコンピュータゲームソフト。対応プラットフォームはPlayStation Portable（PSP）とPlayStation 3（PS3）。監督は小林信行が務めた。

## 概要
涼宮ハルヒシリーズのゲーム作品としてはPlayStation 3では初の、PlayStation Portableでは『涼宮ハルヒの約束』に次いで2作目となる。2010年に公開された映画『涼宮ハルヒの消失』に登場した「涼宮ハルヒが北高にいない改変世界」を舞台にした作品。『約束』から世界観やシステムが一部引き継がれている。
涼宮ハルヒのゲームとしては初のHD機での発売となる本作は、作画の段階から1920×1080ピクセルのフルHD環境で描かれている。PSPとPS3の同時発売となるが、ゲームの基本的な内容は同じでセーブデータは連動している。外出先ではPSPでプレイし、家に帰ってからはその続きをPS3のHD環境でプレイするといったことも可能。
PS3版ではトロフィーに対応している。PS3で作成したセーブデータをPSPに転送した場合、PSPでもトロフィーを獲得できる。ただし、PSPで作成したセーブデータをPS3に転送してもトロフィー機能は利用できない。
ダウンロードによる予約特典や追加コンテンツが用意されていたが、PlayStation Network（PSN）の障害により2011年7月6日まで利用することが出来なかった。

## ストーリー
涼宮ハルヒは世界に何か面白いことが無いかを期待している高校生である。彼女は宇宙人や未来人や超能力者がいたらいいと望み、SOS団（世界を大いに盛り上げる涼宮ハルヒの団）を結成して、無人島に行ったり、文化祭に映画を作ったりと活動していた。SOS団には彼女に導かれるように宇宙人の長門有希、未来人の朝比奈みくる、超能力者の古泉一樹が加入しタイムトラベルや閉鎖空間といった非日常世界で冒険を繰り広げていた。
主人公であるキョンはそういった非日常にうんざりしていたのだが、12月18日、世界は一変した。何の力も持たないごく普通の高校生活を送るハルヒ、みくる、長門、古泉。超能力も殺人事件も無いキョンの望んでいたはずの世界。だが、キョンはそんな世界に違和感を覚え、葛藤の末、自らの意思でSOS団のある元の世界に戻すことを選択する。
全ては元通りに戻ったはずだったが、何らかの力によりキョンは1ヶ月前の時間に飛ばされる。しかも、その世界はハルヒが北高にいない、SOS団の無いあの世界だった。途方に暮れるキョンの前に未来からやってきた朝比奈さん（大）が現れる。彼女によると過去からも未来からも隔絶された48時間の時間平面が出現してしまったのだという。キョンは時間平面を修復し、再び世界を元に戻すことができるのか。

## ゲームシステム
基本は会話を進めて、選択肢を選んでストーリーを進めていく。特徴としては、キョンが2日間を繰り返しているため何が起こるのか予測が可能である事、また手に入れたアイテムを過去の時間に戻って使用しアクションを変えられる点にある。1度目はアイテムを持っていなかったために失敗してしまった事象も、未来もしくは別の次元から手に入れたアイテムを使用することで失敗の流れを変えられるといったものである。重要アイテムを手に入れ、新しいフェイズに進めれば、ハルヒや古泉、そしてみくるがキョンや長門などと面識がある世界になっていく。またフェイズ5からは長門の文芸部に協力するだけで変化が起きる。
フェイズ分け
ゲームはフェイズ1からフェイズ5までの章分けがされている。次のフェイズにはアイテムなどは持ち越せない。また、各フェイズをクリアするとそのフェイズには戻ることは出来ないので、後からやり直しは出来ない。
次元ブックマーカー
物語の途中に「本の栞」のように、ブックマークすることで、いつでもその場・時間に戻ることができる。例えばストーリー上にA・Bと分岐があり、現時点でAしか選択できない場合、一度Aのストーリーを進めた後、分岐点でBに行くための手がかりやアイテムを所持することによって、戻った際に選択肢Bを選択できるようになり、Aとは異なるストーリーを進めることができる。
通常のゲームデータのセーブ・ロードとは機能が異なることをゲームで前置きされる。
北高祭パンフレット
北高祭の催し物（イベント）が縦軸が場所、横軸が時間でリストになっている一覧表。下記のスタンプラリーのスタンプが隠されている。
ヒントメール
ストーリーが進むと、朝比奈さん（大）が送ってくるメール。ヒントになる場合や特に関係の無いメールもある。
スタンプラリー
北高祭パンフレットの一覧表にスタンプポイントが隠されている。貯めるとおまけモードにある「有希の365んち」にてアイテム交換やイベント解除のポイントとして使用できる。

### S.O.SII
シームレスオペレーションシステムの略。『涼宮ハルヒの約束』に搭載されていたシステムの改良版で、キャラクターの仕草や表情をなめらかに表現するためのもの。

### おまけ
北高祭の思い出
CGギャラリー。ゲーム中に見たCGと、全てのCGを見た時に追加されるCGが登録される。全90種だが、1プレイでは全ては埋まらない。
楽曲の再生
ゲーム中に聴いた曲が登録される。全21曲。1曲リプレイ、オールリプレイ、ランダムプレイなど選択可能。
シーンの再生
ゲーム中に見たシーンが全て確認できる。ただし、フラグがない状態の再生なので、ゲーム中でのキョンが同じシーンを体験済みの独白セリフなどは聞けない。全495種類。
エンディングのリスト
クリア済みのエンディングが登録される。全21種。エンディングとはいえ、選択肢がでるものもある。
特典映像
限定版『長門有希の落し物BOX』のみのコンテンツ。詳細は下記の限定版の特典映像集の項目を参照。
ミニゲーム
着せ替えブロック崩し
ブロック崩しであるが、ハルヒ、長門、みくるのそれぞれ1人ずつの絵が、崩すためのブロックとして予め描かれており、崩したところから絵の変化が見られる。各キャラクターの顔が描かれたアイテムも存在しでおり、それぞれ効果が違う。ダウンロードコンテンツにより、ハルヒ、長門、みくる、朝倉の4名が追加できる。
エンドレスファイト
キョン（プレイヤー）が指揮官となり、SOS団の部室をあらゆる組織から防衛するリアルタイムの戦略ゲーム。このミニゲームのみファミコンを彷彿させるようなドット絵で表示される。キョンはスーパーボールで攻撃し必殺カードを使用して団員を支援していき、SOS団メンバーはキョンが指定した命令で自動で戦っていく。部室の耐久値であるSOSゲージが敵の侵入によりゼロになると負けとなる。
ダウンロードコンテンツにより、「あさくら」、「つるや」、「いもうと」の3名が追加可能。
有希の365んち
正確にはゲームではないが、前作『涼宮ハルヒの約束』の「長門有希のおしゃべりたいまー」に相当するもの。部室にいるディフォルメの長門を眺めることになるが、部室以外に長門の部屋もあり、こちらは本編クリア後に見る事ができる。アラーム設定など細かい設定ができる。またスタンプラリーのポイントを交換することで、部室の備品を増やしたり、イベントロックを解除できる。
ダウンロードコンテンツにより、ハルヒ、キョン、みくる、みくる（大）、朝倉、鶴屋さん、古泉のボイスが、長門の服装に制服以外に7種類が追加、10種類のイベントが追加される。

## 登場人物
キョン
声：杉田智和
主人公（プレイヤーキャラクター）で北高1年5組所属の男子高校生。病院のベッドで寝ていたはずが、一ヶ月前の改変世界に飛ばされ北高祭の48時間という「時の迷宮」に囚われてしまう。
涼宮ハルヒ（涼宮 ハルヒ）
声：平野綾
県下有数の進学校の光陽園学園に通う女子高生。この世界では4月にキョンと出会っていないため髪を腰まで伸ばしており、古泉一樹を除いたSOS団のメンバーとも面識がない。
長門有希（ながと ゆき）
声：茅原実里
北高唯一の文芸部員。おとなしい性格でいつも本を読んでおり、『消失』同様いつも眼鏡をかけている。キョンとはとりあえずの面識があるが、他のSOS団団員とは面識がない。北高祭では自ら書いた詩集の同人誌『思念』を販売する予定。
美術評論家の暮沢剛巳は、『涼宮ハルヒの消失』での長門が「アンドロイドの自我」というSFテーマを表象する存在であることが度々指摘されているとしたうえで、本作のおける長門はその問いがさらに強調されているように感じると述べている。
朝比奈みくる（あさひな みくる）
声：後藤邑子
北高の書道部員で、キョンの1年上の先輩。この世界ではやはりSOS団団員とは面識がない。北高祭ではクラスの「焼きそば喫茶どんぐり」とクラブの「大書揮毫」の予定が入っている。
暮沢は、書道部員としての活動にスポットを当てた描写が新鮮だったとしている。また、「朝比奈ミクルの冒険」とは違った形で長門との対決が再現されたのが印象的だったと述べている。
朝比奈さん（大）
声：後藤邑子
未来からやってきた女性。キョンが時の迷宮からの脱出するための手助けをする。
古泉一樹（こいずみ いつき）
声：小野大輔
光陽園学園に通うクールな性格の男子高校生。涼宮ハルヒに好意を持っており、よく一緒にいる。学園には転入しておりその一点でハルヒに興味を持たれている。やはりハルヒを除いたSOS団団員とは面識がない。
朝倉涼子（あさくら りょうこ）
声：桑谷夏子
北高1年5組のクラス委員長。世話好きな性格だが、委員長のため遅刻を咎めたりと職務は全うしようとする。ただ、北高祭のクラス展示の内容には不満を持っている。
暮沢は朝倉を最も大きく変化したキャラクターに挙げており、本編では2度に渡ってキョンを殺害しようとする場面が描かれていたものの本作では等身大の魅力的な女子として描かれていると述べている。
鶴屋（つるや）さん
声：松岡由貴
朝比奈みくるのクラスメイトであり親友。キョンをはじめ涼宮ハルヒらとの面識はない。北高祭では「焼きそば喫茶どんぐり」のウェイトレスとして忙しい身である。
キョンの妹
声：あおきさやか
文字通りキョンの妹。小学5年生。毎朝、キョンを起こしに来てくれる。キョンの行動次第では彼女まで時間平面の影響を受ける。
喜緑江美里（きみどり えみり）
声：白鳥由里
北高祭実行委員の一人。北高祭におけるトラブルの処置や相談を受け付けている。
谷口（たにぐち）
声：白石稔
北高1年5組の男子生徒。キョンの友達。特にやる事も無くふらついているが、頼み事には口では文句を言いながら最終的には手伝ってくれる。
国木田（くにきだ）
声：松元恵
北高1年5組の男子生徒。キョンの友達その2。北高祭ではミスコンの男子版「麗男子コンテスト」に出場予定。
コンピ研部長
声：こぶしのぶゆき
北高コンピュータ研究部部長。北高祭では文芸部との共有の展示スペースで「The Day of Sagittarius X（ザ・デイ・オブ・サジタリウス10）」を展示している。
榎本 美夕紀（えのもと みゆき）　
声：門脇舞以
ENOZ（エノッズ）のメンバーでボーカル担当。こちらの世界では諸事情によりそのまま辞退となり、北高祭は終わってしまう。
中西 貴子（なかにし たかこ）
声：永田亮子
ENOZのメンバーでギター担当。
岡島 瑞樹（おかじま みずき）
声：広江美奈
ENOZのメンバーでドラム担当。
財前 舞（ざいぜん まい）
声：中山さら
ENOZのメンバーでベース担当。
シャミセン
声：なし
キョンの家で飼っている雄の三毛猫。
役名表記なし（出演）
| - 江藤博樹 - 水野貴雄 - 味里 - 永木貴依子 | - 森田則昭 - 鷹野晶 - 佐土原かおり - 美名 |

## 使用曲
オープニングテーマ
「冒険でしょでしょ?」
歌 - 平野綾 / 作詞 - 畑亜貴 / 作曲 - 冨田暁子 / 編曲 - 藤田淳平

エンディングテーマ
「ジムノペディ 第1番」
作曲 - エリック・サティ / 演奏 - 本田聖嗣

【涼宮ハルヒの追想】特典用CGムービー
「God knows...」
歌 - 涼宮ハルヒ（平野綾） 作詞 - 畑亜貴 作曲、編 - 神前暁

## 限定版の仕様
描き下ろし特製イラストボックス
いとうのいぢによる描き下ろし。パッケージイラストにも同様に使われている。
特典映像集
限定版のみ収録された映像集。CGムービーとして『The Reminiscences of Haruhi Suzumiya』、『God Knows...』、『「涼宮ハルヒの追想　長門有希の落し物BOX」ティザーPV』、声優インタビューとしてSOS団の5名のインタビューが収録されている。
特別編集小冊子
『涼宮ハルヒの追想「長門有希の落し物凸」特別冊子　ゲームスアーカイブ』。『追想』から導入やキャラクター紹介、一部のCG紹介、声優インタビュー、特典映像集の絵コンテが収録されている。
また、『涼宮ハルヒの約束』、『涼宮ハルヒの戸惑』からストーリーやシステム、キャラクター紹介や全CGが収録されている。
特製クリアポスター＆特製クリアバインダー
限定版『追想』、『約束』、『戸惑』のパッケージイラストのクリアポスターと、その3種を収納するバインダー。
リバーシブルポスター
『消失』のハルヒ、長門、みくるの書き下ろしの「ほぼ等身大ポスター」3種。裏面はアナグラムの3D仕様で3Dメガネも同梱。
パッケージイラスト
眼鏡付き長門と眼鏡無し長門の2種のリバーシブル着せ替えカバー（通常版は長門有希とキョンが並んで立っているものと、部室の長門と横向きのキョンの夕暮れ色の2種のリバーシブル着せ替えカバー）。

## 予約特典
PS3/PSP用のスペシャルカスタムテーマがダウンロード出来るプロダクトコードが入ったカードがメーカー特典として付いた。また、店舗によってはオリジナルのテレホンカード、または図書カードが付けられた。

## 関連書籍
- バンダイナムコゲームス（監修） 『涼宮ハルヒの追想　公式ファンブック』 角川グループパブリッシング、2011年5月25日発売、ISBN 978-4-04-854631-7

## 評価
美術評論家の暮沢剛巳は、本作の「限られた時間の日常を何度も繰り返す」という物語構造はファンから不評だった「エンドレスエイト」を彷彿とさせるとしている。しかし、最終話を除き各話に殆ど違いが見られなかった「エンドレスエイト」とは異なり、本作では繰り返すたびに北高祭の各イベントが異なった様相を呈すると述べている。暮沢はシナリオの台詞が既存作品で使用されたものばかりでありオリジナルの台詞が殆どなかった点を本作の良くない点として挙げている。また、暮沢は本作と1996年に発売されたアダルトゲーム『この世の果てで恋を唄う少女YU-NO』（以下「YU-NO」）が「時間のループ構造」という共通点を持っている点や監督・小林信行のTwitterでの発言から、小林が「YU-NO」を強く意識していたことは明らかだと述べている。
ファミ通の40点満点のクロスレビューでは、PSPは30点、PS3は31点という評価だった。